# ژان-پیر نوگرت
ژان-پیر نوگرت (به فرانسوی: Jean-Pierre Naugrette) رمان‌نویس و استاد دانشگاه قرن بیستم میلادی اهل فرانسه است.